# Ruslan Adriano Cristofori
Ruslan Adriano Cristofori (Cherson, 23 febbraio 1997) è un tuffatore ucraino naturalizzato italiano.

## Biografia
Nato a Cherson in Ucraina, da neonato è stato abbandonato dai propri genitori. È cresciuto in un istituto sino all'età di quattro anni, quando è stato adottato da una coppia italiana. Il padre Marco è fotografo, la madre Germana è insegnante. Con loro si è trasferito in Spagna sino all'età di 18 anni, prima di stabilirsi in Italia.
Allenato da Oscar Bertone, ha rappresentato la nazionale italiana ai Giochi europei di Baku 2015 dove ha vinto la medaglia d'argento nel concorso del trampolino 3 metri, chiudendo la gara alle spalle del britannico James Heatly.
Ai campionati europei di tuffi di Kiev 2017 è stato eliminato nel turno preliminare con il ventinovesimo posto in classifica nel trampolino 3 metri.
Ai campionati mondiali di nuoto di Budapest 2017 ha concluso al cinquantesimo posto nel trampolino 3 metri.

## Palmarès
- Giochi europei

Baku 2015: argento nel trampolino 3 m